# Високе (Люблінське воєводство)
Високе (пол. Wysokie) — село в Польщі, у гміні Ухані Грубешівського повіту Люблінського воєводства.
Населення — 74 особи (2011).
У 1975—1998 роках село належало до Замойського воєводства.

## Демографія
Демографічна структура станом на 31 березня 2011 року:
|          | Загалом | Допрацездатний вік | Працездатний вік | Постпрацездатний вік |
| -------- | ------- | ------------------ | ---------------- | -------------------- |
| Чоловіки | 33      | 7                  | 23               | 3                    |
| Жінки    | 41      | 10                 | 21               | 10                   |
| Разом    | 74      | 17                 | 44               | 13                   |